# Krzywopłoty (województwo małopolskie)
Krzywopłoty – wieś w Polsce położona w województwie małopolskim, w powiecie olkuskim, w gminie Klucze.
Wieś po raz pierwszy została zarejestrowana w dokumentach i zapiskach sądowych w 1403 roku, gdzie pozostawała na uposażeniu każdego wojewody krakowskiego jako tzw. część dóbr krzesłowych. W 1791 wieś była własnością królewską liczącą 136 mieszkańców w 25 domach. Wieś królewska położona była w drugiej połowie XVI wieku w powiecie szczyrzyckim województwa krakowskiego.
W latach 1975–1998 miejscowość położona była w województwie katowickim.
Najważniejszym wydarzeniem była bitwa pod Krzywopłotami z udziałem żołnierzy Legionów Polskich, rozegrana na terenach Krzywopłotów i Załęża między 17 a 19 listopada 1914 r.
Od kilku lat organizowany jest tu zjazd "Garbusów".

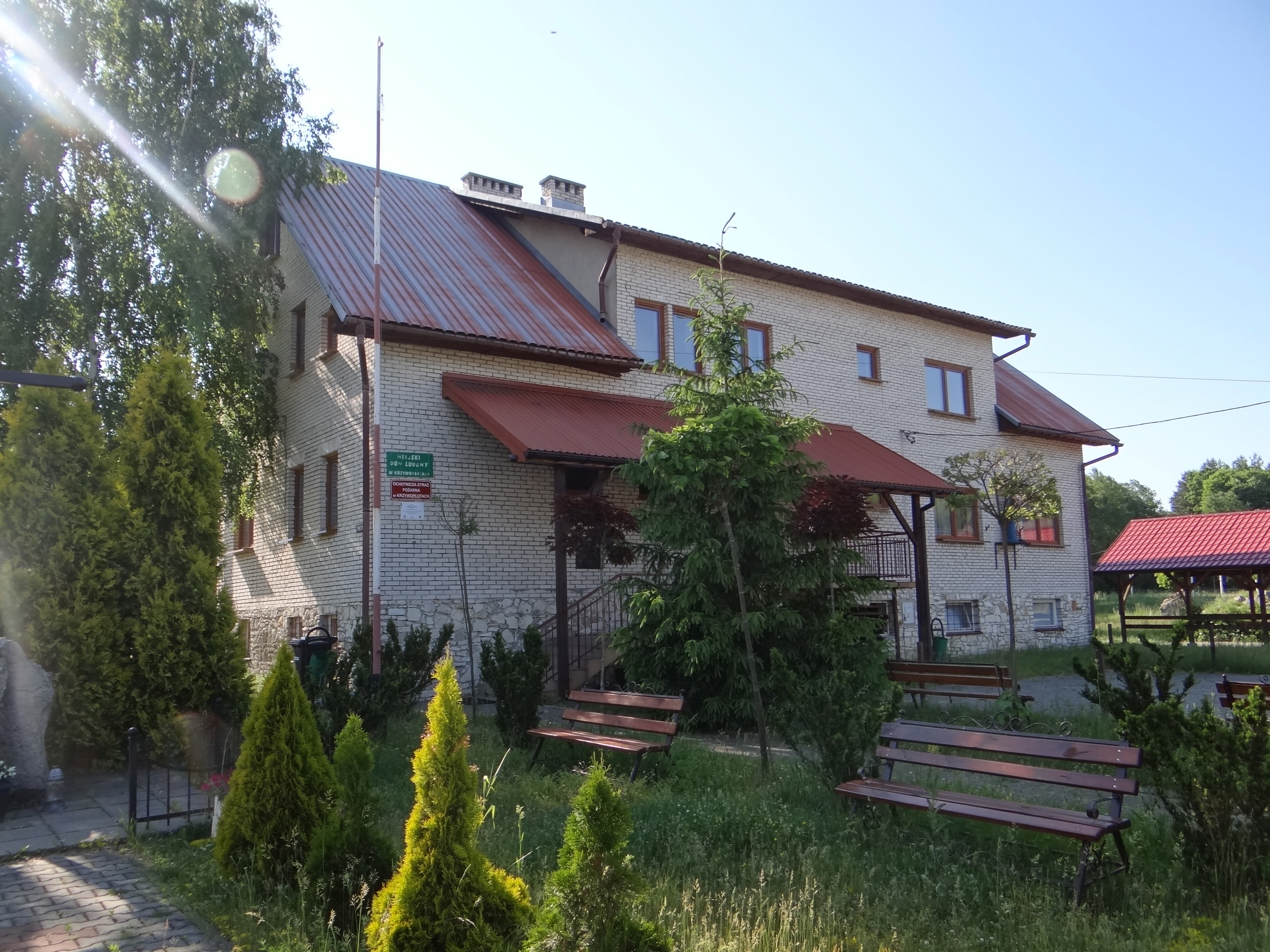
Szkoła
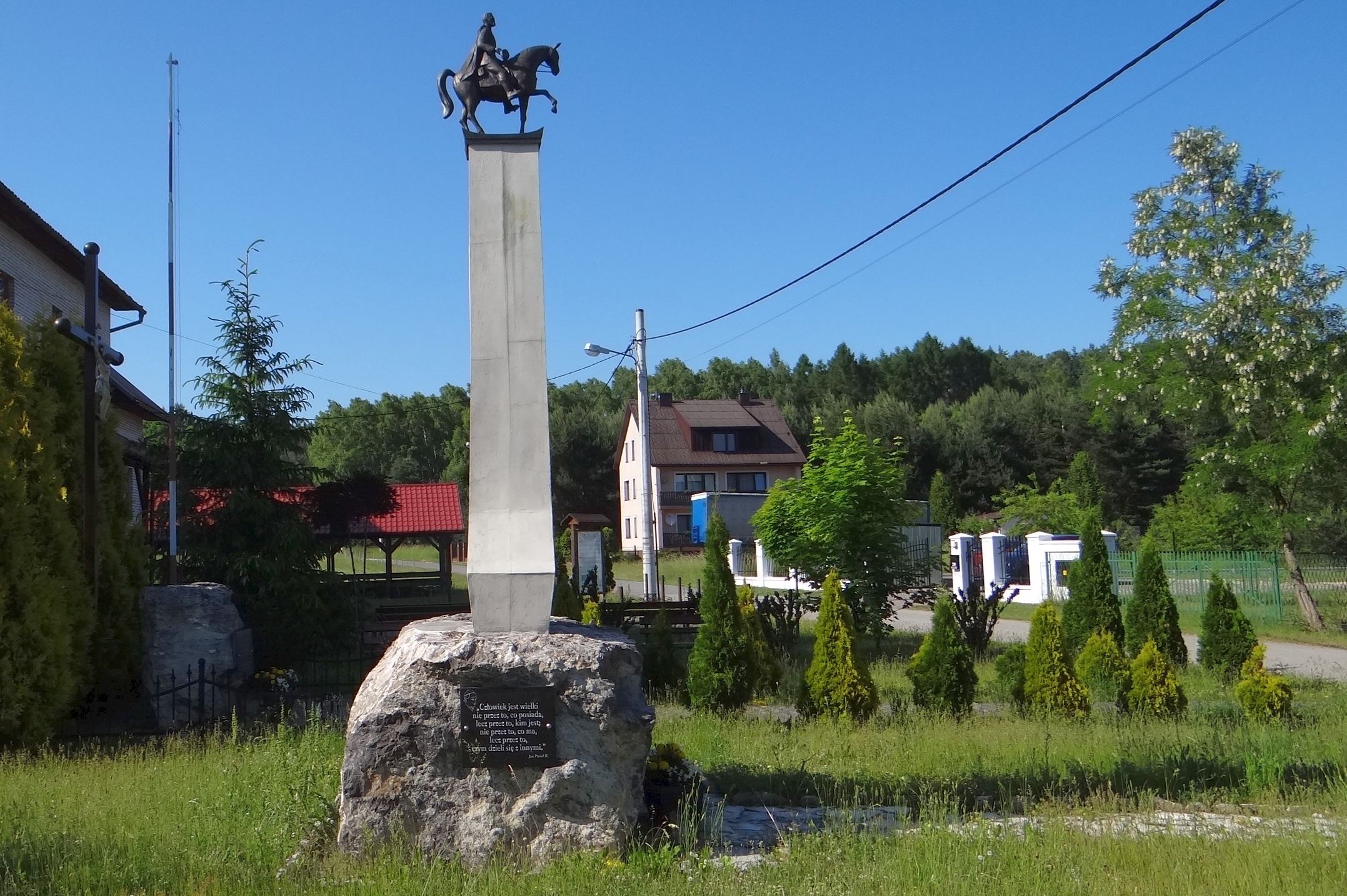
Pomnik
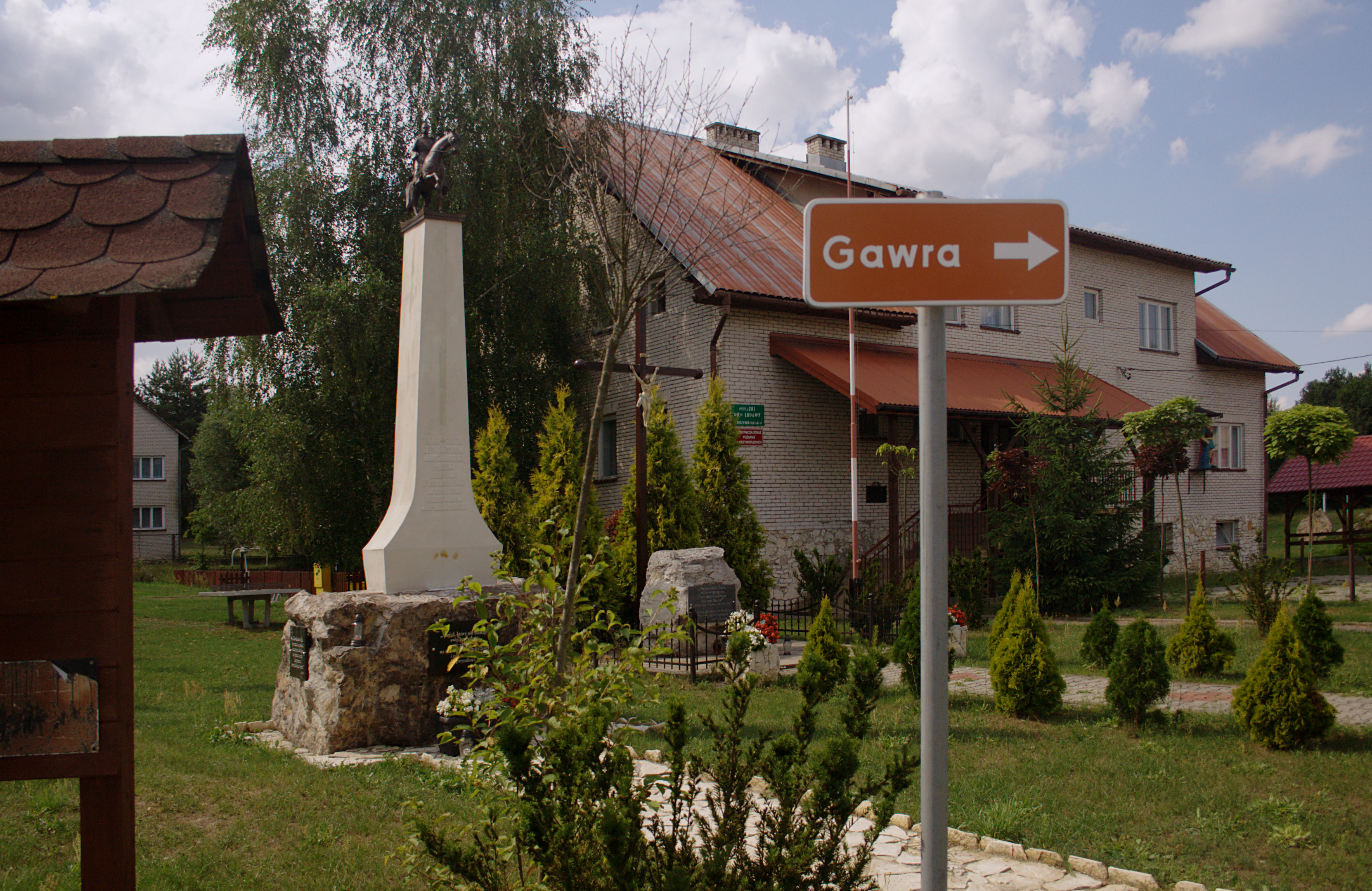
OSP i Dom Ludowy
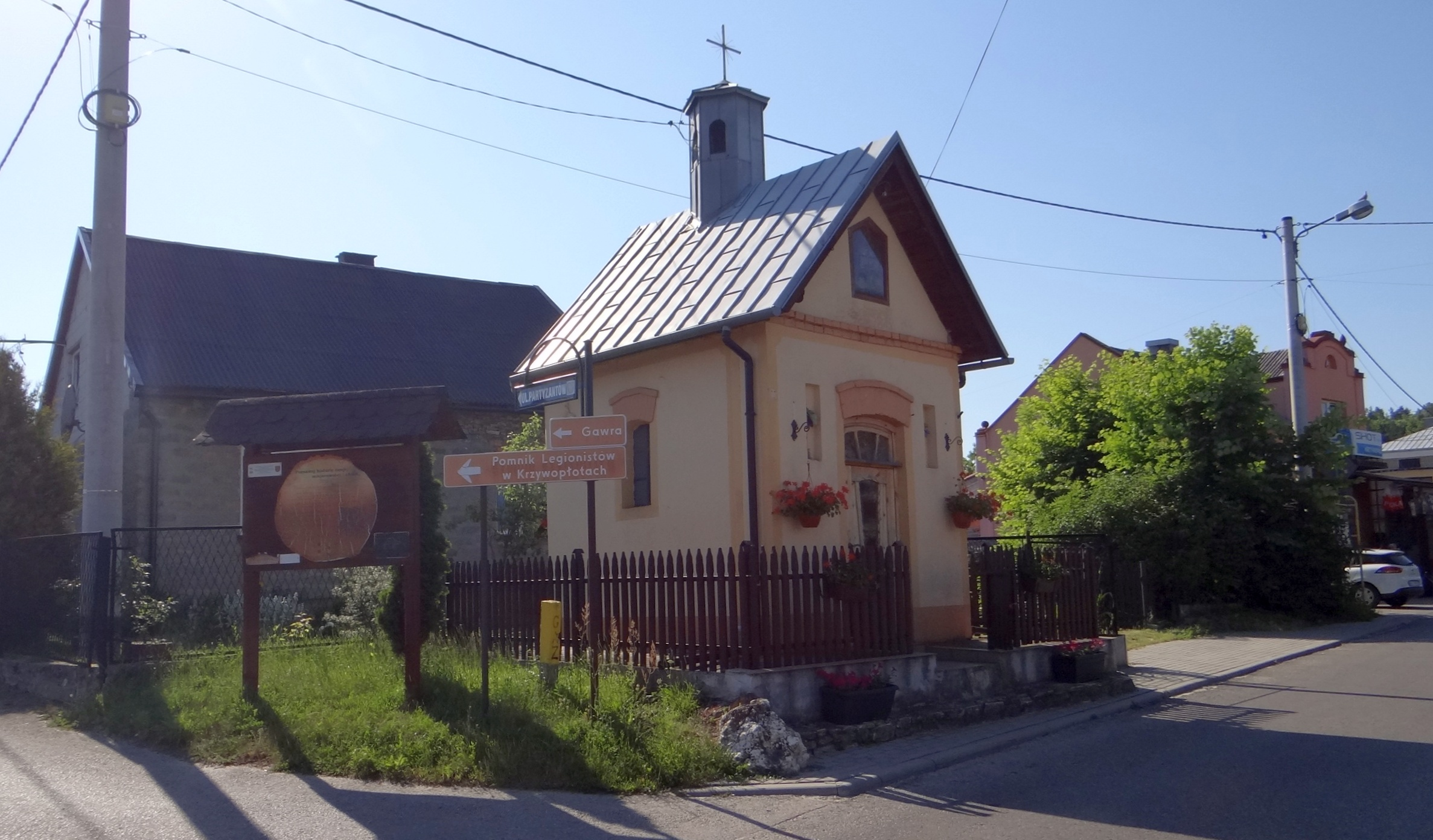
Skrzyżowanie dróg

## Części wsi
| SIMC    | Nazwa     | Rodzaj    |
| ------- | --------- | --------- |
| 0215077 | Na Bagnie | część wsi |
| 0215083 | Pustkowie | część wsi |

## Pochodzenie nazwy
Historia miała się dziać w XV wieku, kiedy to wieś należała do parafii Chechło. Pewnego razu podczas zimy, jeden z mieszkańców wioski pojechał do księdza, który pełnił swoje obowiązki w pobliskim Chechle, z prośbą, aby ten przyjechał do chorego. Ponieważ kapłan był w tym czasie bardzo zajęty, obiecał, że do człowieka powalonego chorobą przyjedzie, ale nieco później. Poprosił tylko, żeby mu wytłumaczyć, gdzie mieszka chory. Chłop zatem wytłumaczył, iż trzeba dojechać do Kwaśniowa, tam jechać dalej wedle dworu, aż do miejsca, gdzie będą krzywe płoty. Ich kształt wynikał z tego, że wykonywano je ze splotów cienkich gałązek. Stąd miała się wziąć nazwa wsi.
(opr. na pods. rel. F.Grzanki z EK)
Na początku lat 90. został wybudowany Wiejski Dom Ludowy. Budynek dziś służy jako kaplica i miejsce spotkań młodzieży.